# Robert Bilott
Robert Bilott (Ohio, 2 agosto 1965) è un avvocato statunitense noto per le cause contro la DuPont a rappresentanza dei querelanti della Virginia Occidentale.

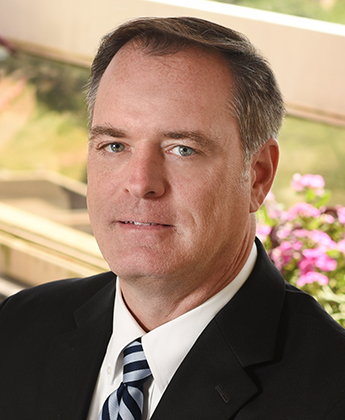
Robert Bilott

Bilott ha trascorso più di vent'anni a denunciare lo smaltimento pericoloso delle sostanze chimiche acido perfluoroottanoico (PFOA) e acido perfluoroottansolfonico (PFOS) contenuti nel teflon.

## Biografia

### Infanzia e istruzione
Bilott è nato il 2 agosto 1965. Il padre di Bilott ha prestato servizio nella United States Air Force e Bilott ha trascorso la sua infanzia in diverse basi aeree. Poiché la famiglia si spostava spesso, Bilott ha frequentato otto scuole diverse prima di diplomarsi alla Fairborn High School di Fairborn in Ohio. Ha poi ottenuto una laurea in scienze politiche e studi urbani presso il New College of Florida. Ha poi conseguito un Juris Doctor presso l'Ohio State University Moritz College of Law nel 1990.

### Carriera
Bilott è stato ammesso all'ordine degli Avvocati nel 1990 e ha intrapreso la sua attività forense presso la Taft Stettinius & Hollister LLP a Cincinnati in Ohio. Per otto anni ha lavorato quasi esclusivamente per grandi clienti aziendali e la sua specializzazione è stata la difesa delle aziende chimiche. Nel 1998 è diventato socio dello studio.
Bilott ha rappresentato Wilbur Tennant di Parkersburg, il cui bestiame stava morendo. La fattoria si trovava a valle di una discarica nella quale la DuPont aveva scaricato centinaia di tonnellate di acido perfluoroottanoico. Nell'estate del 1999 Bilott ha intentato una causa federale contro la DuPont presso il tribunale distrettuale degli Stati Uniti per il distretto meridionale della Virginia Occidentale. In risposta la DuPont ha comunicato che la DuPont e l'Agenzia per la protezione dell'ambiente avrebbe commissionato uno studio sulla proprietà dell'agricoltore, condotto da tre veterinari scelti dalla DuPont e da tre scelti dall'Agenzia per la protezione dell'ambiente. Quando il rapporto è stato pubblicato, attribuiva ai Tennant la responsabilità del bestiame morto, sostenendo che la cattiva zootecnia era responsabile: "cattiva alimentazione, cure veterinarie inadeguate e mancanza di controllo delle mosche".
Nell'agosto 2001 Bilott ha presentato un'azione legale collettiva contro la DuPont. Ha ottenuto un accordo di 671 milioni di dollari dalla DuPont per conto di più di 3.500 querelanti in Virginia Occidentale. Nel 2018 Bilott ha presentato una class action che "chiede un risarcimento a favore dei cittadini di tutti gli Stati Uniti" contro 3M, DuPont e Chemours. La sua causa è in corso a maggio 2019. Nel 2019 ha pubblicato con Atria Books l'autobiografia Exposure. Nel 2019 è stato distribuito il film Cattive acque, basato sulla storia di Bilott, diretto da Todd Haynes e con protagonista Mark Ruffalo.

### Vita privata
Nel 1996 Bilott ha sposato Sarah Barlage, con cui ha avuto tre figli.

## Opere
- (EN) Robert Bilott, Exposure: Poisoned Water, Corporate Greed, and One Lawyer's Twenty-Year Battle against DuPont, Atria Books, 8 ottobre 2019, ISBN 978-1-5011-7283-0.

## Premi e riconoscimenti
- Avvocato dell'anno nel 2005 per la The Trial Lawyers For Public Justice Foundation[4]
- Super Lawyer Rising Star nel 2006 per il Cincinnati Magazine[4]
- 100 Top Trial Lawyers dall'Ohio nel 2008 per la American Trial Lawyers Association[4]
- Nel 2016 è entrato a far parte del consiglio di amministrazione della Next Generation Choices Foundation (alias Less Cancer)[12]
- Premio Right Livelyhood nel 2017 dalla Fondazione Right Livelyhood[1][13]
- Avvocato in ambito ambientale dell'anno nel 2019 per Best Lawyer[14]